# Вороново (Устюженский район)
Во́роново — деревня в Устюженском районе Вологодской области.
Входит в состав Устюженского сельского поселения, с точки зрения административно-территориального деления — в Устюженский сельсовет.
Расстояние по автодороге до районного центра Устюжны — 13 км. Ближайшие населённые пункты — Дягилево, Тимонино, Шилово.
По переписи 2002 года население — 17 человек.